# Que Pasa Contigo
Que Pasa Contigo é uma canção pelo italiano DJ Alex Gaudino, com vocais de Sam Obernik. A canção foi escrita por Alex Gaudino, Jerma, Obernik Sam e Zoffoli Maurizio, e lançada em 12 de julho de 2007. É o segundo single lançado do seu álbum de estreia My Destination.

## Créditos pessoais
- Vocais – Sam Obernik
- Música – Alex Gaudino, Jerma, Sam Obernik, Maurizio Zoffoli
- Compositores – Alex Gaudino, Jerma, Sam Obernik, Maurizio Zoffoli
- Produtor – Alex Gaudino, Jerma
- Gravadora: Spinnin' Records